# ویوپریزی
شهر ویوپریزی (به فرانسوی: ویوپریزی) در شهرستان سنه مرن در ناحیه ایل-دو-فرانس با جمعیت ۲۳٬۳۰۲ نفر در کشور فرانسه واقع شده است